# Astragalus oroproselius
Astragalus oroproselius är en ärtväxtart som beskrevs av Karl Heinz Rechinger. Astragalus oroproselius ingår i släktet vedlar, och familjen ärtväxter. Inga underarter finns listade i Catalogue of Life.